# Eglė Radušytė
Eglė Radušytė (* 1974) ist eine litauische Juristin, Völkerrechtlerin, Diplomatin, ehemalige stellvertretende Justizministerin Litauens.

## Leben
Eglė Radušytė absolvierte das Diplomstudium der Rechtswissenschaften an der Juristischen Fakultät der Universität Vilnius und am 14. Dezember 2001 promovierte an der Litauischen Rechtsuniversität zum Thema „Völkerrechtsverträge im Rechtssystem Litauens“. Sie ist Lektorin des Lehrstuhls für Völkerrecht und EU-Recht der Rechtswissenschaftlichen Fakultät der Mykolas-Romer-Universität.
Von 1995 bis 16. August 2006 war Radušytė Diplomatin im Außenministerium Litauens. Sie arbeitete in der litauischen Botschaft in Berlin sowie war die Leiter der Unterabteilung für die Verwaltung der Völkerrechtsverträge des Außenministeriums Litauens. Vom 16. August 2006 bis zum 9. Dezember 2008 war sie Stellvertreterin des litauischen Justizministers Petras Baguška (* 1941). Der Vorgänger von Radušytė war langjähriger stellvertretender Justizminister Gintaras Švedas.